# 엔 로스 타코네스 데 에바
《엔 로스 타코네스 데 에바》(스페인어: En los tacones de Eva)은 2006년 방영된 콜롬비아의 텔레노벨라이다.